# アラクラン・トーレス
アラクラン・トーレス（Alacran Torres、1943年11月29日 - 2010年2月25日）は、メキシコの元男性プロボクサー。本名はエフレン・トーレス（Efren Torres）。ハリスコ州グアダラハラ出身。元WBC世界フライ級王者。ニックネームの「アラクラン (Alacrán)」はスペイン語で「サソリ」の意。

## 来歴
1961年プロデビュー。その強打で、1963年から翌年にかけて13連続KO勝ちをマーク。同年4月30日、ロサンゼルスで前世界フライ級チャンピオン海老原博幸と対戦、善戦するも12回判定負けを喫した。翌1965年5月7日、両者は再度ロサンゼルスで世界フライ級タイトル挑戦者決定戦として対決、激しい打撃戦を展開したが、1回にダウンを奪われ、7回に海老原の強烈な左ストレートからのラッシュを浴び、失神KOで敗れた。
その後、1966年12月10日にオラシオ・アカバリョ、1968年1月28日にチャチャイ・チオノイと、2度の世界タイトル戦に挑むがいずれも及ばず。1969年2月23日、チャチャイに再挑戦し、8回KO勝ちで、WBC世界フライ級王座を獲得した。
1969年11月28日、花形進に15回判定勝ちし、初防衛に成功した。
1970年3月20日、チャチャイとのラバーマッチに敗れ王座から陥落した。1972年4月21日の試合を最後に引退した。
2010年2月25日、グアダラハラの自宅で心不全により死亡。66歳没。

## 獲得タイトル
- 第7代WBC世界フライ級王座（防衛1度）